# Lex Iulia de senatu habendo
La lex Iulia de senatu habendo è un atto normativo, emesso nel 9 a.C., che regolamenta la procedura di votazione nel senato nell'antica Roma.
Tale legge porta a termine una più ampia riforma, focalizzandosi sul reclutamento di senatori e sulla loro partecipazione alle riunioni per ripristinare la dignità e il ruolo del gruppo.
Questo regolamento ha assunto la forma di normativa. Questo è indicato dal vocabolario di Dione Cassio (55, 3, 1: νόμος; 3.2: διενομοτέθησε, 4, 1: ἐνομοθῆτεσεν), il termine lex è usato anche da Plinio (Plin, Ep, 5, 13 .. , 5); (Plin, Ep, 8, 14, 19 ..); (Plin, Ep, 8, 14, 20..) e Gellio (Gell, 4, 10:. 1), a cui si aggiunge Seneca (.. Sen, Brev vite, 20, 4), in passaggi che si riferiscono a queste norme augustee, dal momento che nessuna legge successiva sullo stesso tema è attestata.Infine la formula Senatus Legitimus usata per riferirsi alle sedute con date fissate stabilite da Augusto, invita a concludere nella stessa direzione. Il titolo della legge “lex de senatu habendo”, che è attestato in Plinio (Ep. 5, 13, 5) e in Gellio (4, 10, 1), è certamente il titolo originale.

## Storia
Le condizioni in cui questa legge è stata preparata sono specificate da Dione (Dione, 55, 4, 1)che riporta: “Augusto ha presentato le sue proposte, scritte sui tavoli in curia, e sono state lette ai senatori a gruppi di due, in modo che possano esprimersi in merito alle disposizioni che non li soddisfano e proporre miglioramenti."
Tuttavia come Talbert (Senato, 434-435) sottolinea, queste indicazioni sono ambigue: vuol dire o che Augusto stava progettando una deliberazione senatoriale, prima di presentare il progetto alla gente, oppure che ha sollecitato i singoli commenti al fine di evitare un dibattito generale. Resta il fatto che il desiderio di ottenere il consenso dei senatori è evidente. Uno degli articoli della legge, quella relativo al diritto di istituti di credito per fare una relatio, è probabilmente stato aggiunto in queste condizioni come attesta Dione (DIO 55,3,6).

## Contenuto della legge
Alcune delle disposizioni di legge, quelle relative ai mezzi per assicurare una buona partecipazione alle sedute, sono attestate da Svetonio e in maniera più precisa da Dione Cassio.  Le disposizioni di legge sono così costituite:
- un calendario di incontri: due "regolari" sessioni al mese (designato dall'espressione Senatus Legitimus, impiegato da Svetonio), le calende e le idi; i senatori dovranno essere presenti in quelle giornate dove sono svolte attività, giudiziarie e non giudiziarie, che richiedono la loro presenza;

- un quorum, che varia in base ai tipi di casi trattati.

- Visualizzare l'elenco dei Senatori contando i presenti, a meno che l'imperatore partecipi alla riunione; questo requisito è ovviamente legato al conteggio precedente per stabilire se il quorum sia stato raggiunto;

- un aumento della quantità di multe per coloro la cui assenza sia ingiustificata; se i trasgressori sono troppi, solo uno su cinque, estratti a sorte, sarà punito. Sembra, inoltre, che la legge non sottoponga a tale obbligo i senatori più anziani (oltre i 65 anni).

- se il normale sviluppo delle condizioni sopra citate non è soddisfatto, vale a dire, se il quorum non viene raggiunto, o se l'incontro si svolge in un luogo non legale, o al di fuori dei giorni previsti o se i senatori vogliono che le loro decisioni pur colpite da intercessione tribunizia, siano note, saranno rese pubbliche (è noto che Augusto aveva abolito, ovviamente, prima del voto della nostra lex Iulia, la pubblicazione delle registrazioni di conto durante le sessioni del Senato, la legge Acta senatus, fondata da Cesare nel 59: Suet, Aug. 36, 1; cfr M. Coudry, "Senato-consulti e acta senatus" la memoria perduta, Paris, 1994, 65-102) in nome dell'autorità del senato, ma devono essere convalidate in una riunione ordinaria.

- nel mese di settembre e ottobre, l'obbligo di presenziare interessa solo un piccolo gruppo di senatori, designati, fermo restando la validità dei requisiti sopra citati: una sorta di Senato ridotto (invece di commissione) dovrebbe sostituire il gruppo intero.

Un'altra serie di disposizioni riguardava la procedura stessa delle sessioni, ma sappiamo solo pochi dettagli isolati, poiché nessun testo fornisce un'esposizione sistematica:
- l'obbligo per ogni senatore di bruciare incenso e fare una libagione prima di sedersi è citato da Svetonio insieme con la riforma del calendario degli incontri. Tuttavia Dione Cassio cita questa misura nel 12 a.C. (Dione, 54, 30, 1),quindi si può supporre che in realtà risale a quell'anno ed è stato incluso nella lex Iulia;

- per quanto riguarda la Relatio, vale a dire il diritto di intervistare i senatori, Dione Cassio dice che la legge espressamente attribuisce ai magistrati il diritto ad un relatio, ma tale disposizione è stata successivamente abbandonata (Dione, 55, 3 , 6);

- Gellio afferma che "di fronte alla legge sulla procedura attuale senatoriale, l'ordine di interrogare i senatori era variabile" (Gell, 4, 10, 1.). Gli esempi forniti dai testi relativi alle riunioni del periodo giulio-claudio suggeriscono che la gerarchia tradizionale è stata mantenuta (consoli designati e consolari in ordine di anzianità per la loro magistratura, praetorii, ecc ...). Non c'è dubbio che la legge è stata formulata per porre fine all’uso diffuso alla fine della Repubblica, e che Gellio ha descritto nel seguente testo. Non è chiaro se l'imperatore abbia visto riconoscere questo diritto quando si procedette alla discussione, per sconvolgere questo ordine (Talbert, Senato , 240-241);

- disposizioni riguardanti l'espressione della sententiae, vale a dire, le posizioni espresse dai senatori, un passaggio di una lettera di Plinio, indica che la legge consentiva a un senatore (Ep, 5, 13, 5) di richiedere un altro giuramento che attestasse che la sua proposta fosse in linea con l'interesse dello stato. Così vediamo Tiberio, nel corso di un dibattito su un processo, prestare un tale giuramento.

- Infine, in merito alla votazione finale (la discessio), Plinio ne parla, in un'altra lettera (Plin, Epist 8, 14, 19 ..), dove vi è un estratto della legge, che specifica come i senatori devono essere posti su entrambi i lati della sala in segno di accettazione o di rifiuto di una proposta, metodo di espressione di opinioni già praticato in epoca repubblicana.

Appare così, ad esempio da incontri attestati in epoca imperiale che, per quanto riguarda i procedimenti delle sessioni, la lex Iulia semplicemente codifica le pratiche deliberative repubblicane. Tuttavia la legge è stata innovativa per quanto riguarda l’obbligo della frequenza per i senatori:
- per imporre sanzioni e multe sono stati impiegati i due magistrati che disponevano di armi dall’età età repubblicana, ma la cui attuazione si era rivelata quasi impossibile (Bonnefond-Coudry 1989, 366-369) ; Augusto mantiene solo le multe, di cui ha aumentato la quantità a 17, ma ammorbidisce il sistema di sorteggio stabilito dalla lex Iulia.
Infine, per quanto riguarda il futuro della lex Iulia, oltre al fatto che non siamo a conoscenza di alcuna legge successiva avente lo stesso scopo, abbiamo indicazioni occasionali che interessano alcuni dei suoi articoli:
- il riferimento alle sessioni regolari (Senatus Legitimus) appare sui calendari di epoche successive , tra cui il calendario Filocalo (345), dove il numero è rimasto lo stesso, l’unica variazione in alcuni mesi era il luogo.

- la visualizzazione dell'elenco dei senatori è ancora praticata ogni anno per il periodo Severiano, come attesta Dione Cassio (Dione, 55, 3, 3);

- un quorum di 50 è confermato, senza dubbio al Senato di Costantinopoli, nel regno di Costanzo , questo ci lascia supporre che il numero legale richiesto dalla lex Iulia è rimasto in vigore nel Senato Romano fino al IV secolo.

- il conteggio dei presenti è dimostrato in diverse iscrizioni del I e II secolo. Questi esempi confermano che la regola stabilita dalla lex Iulia è stata applicata per almeno un secolo e mezzo.

- Infine, due disposizioni di legge secondo Dione sono state abolite ma non si sa come. Da un lato il diritto di relatio dei pretori, che abbiamo visto che era stato concesso da Augusto su richiesta, e sappiamo di due esempi, uno sotto il regno di Tiberio (Tac., Ann., 6, 16, 3), l'altro sotto Traiano (Plin, Ep, 5, 4, 2); questo diritto sarebbe stato abolito sotto gli Antonini. Inoltre la ratifica di auctoritates Senatus nelle sessioni plenarie, che indirettamente conferma le date della riunione attestate nei documenti epigrafici.